# World XV
El World XV (Mundo XV en español) es un seleccionado de rugby union compuesto de los mejores rugbistas del mundo, que se reúne para conmemorar eventos importantes. Existe desde 1971, representa a World Rugby (la máxima autoridad de este deporte) y sus encuentros son test match.
Es, junto a los Barbarians y Leones Británicos e Irlandeses, una de las selecciones más importantes para la historia del rugby. Se diferencia con los Baa-Baas en que no le exige al rugbista seleccionado un comportamiento intachable.

## Uniforme
En 1971 los colores del uniforme se basaron en los biomas de la Tierra, con el buzo a cuadros azul, naranja, negro y british racing green, pantalón blanco y medias negras. En 1977 fue camiseta blanca, pantalón negro y medias azules; similar a Fiyi.
En los años 1980 se regresó al uniforme original de cuadros, pero cambiando el negro por el blanco en la camiseta. Esto se mantuvo en los años 1990, pero en amarillo, azul, rojo y verde, ya bajo el diseño de Canterbury.
En los años 2000 se hizo con el diseño la alemana Puma y volvió al uniforme blanco, pero esta vez con medias rojas. En los años 2000 Canterbury regresó y la hizo completamente negra, con detalles verdes (color históricamente asociado a World Rugby). Para el bicentenario del rugby, Gilbert diseñó el uniforme actual.
|           |      |      |           |           |      |            |  |
| 1971–1974 | 1977 | 1988 | 1989–1992 | Años 2000 | 2011 | Desde 2015 |  |

## Historia

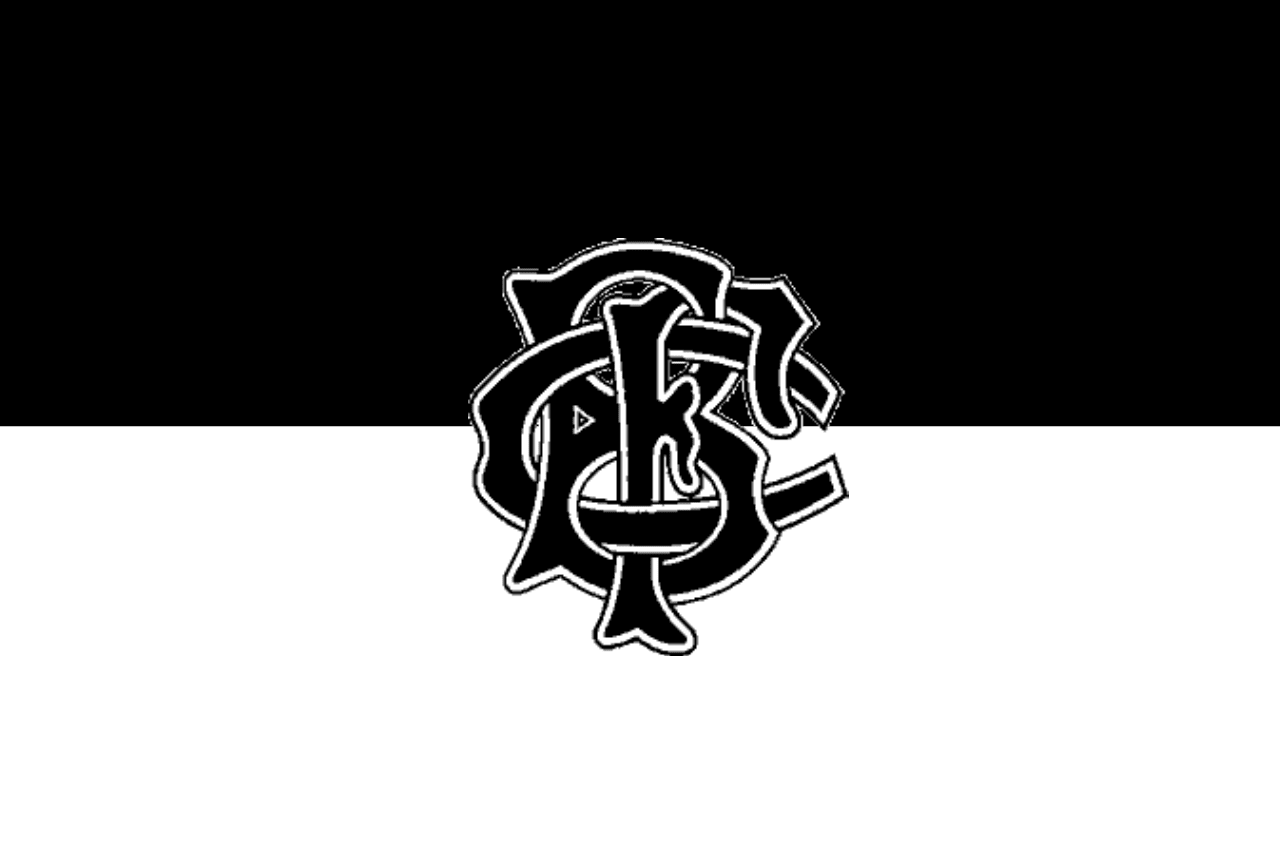
La selección se pensó como un equipo más abierto internacionalmente que los Barbarians.

En 1971 se celebró el centenario de la Rugby Football Union, órgano rector del rugby en Inglaterra, con un partido entre la selección inglesa y un combinado internacional que se llamó President's Overseas XV. El rival no fueron los Barbarians porque en aquel entonces no seleccionaban rugbistas extranjeros (a Irlanda y el Reino Unido) y se buscó deliberadamente enfrentar a los mejores del mundo. En 1971 para el Centenario de la RFU, el neozelandés Brian Lochore fue designado el primer capitán y las primeras estrellas convocadas fueron los sudafricanos Frik du Preez y Hannes Marais, los kiwis.

### Años 1970

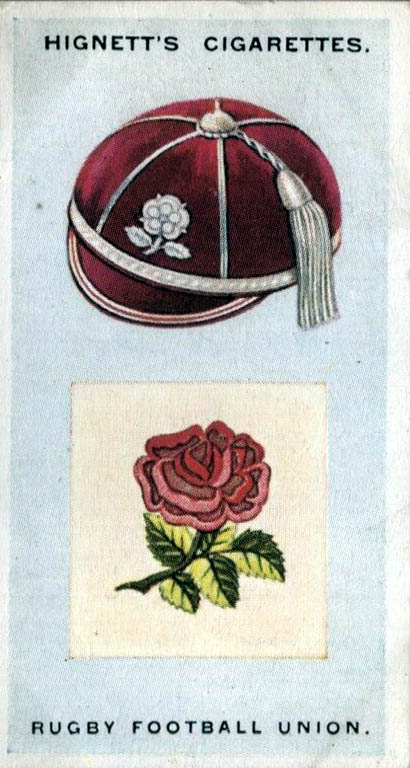
Se ideó como rival para el Centenario de la RFU.

El 31 de marzo de 1973 se enfrentó a la selección escocesa, con motivo del centenario de la Unión Escocesa de Rugby (SRU). Se jugó en el Estadio Murrayfield y perdió 27–16.
El 7 de septiembre de 1974, un equipo internacional se enfrentó a la selección irlandesa de rugby en Lansdowne Road para conmemorar el centenario de la Asociación Irlandesa de Rugby (IRFU). El XV incluye jugadores de Inglaterra, Australia, Canadá, Escocia, Francia, Gales y Sudáfrica. Los dos equipos empataron 18-183.
En agosto de 1977 la selección fue llamada World XV y partió de gira a Sudáfrica, entonces bajo el régimen de apartheid, para celebrar la inauguración del Estadio Loftus Versfeld. Se jugó un partido de preparación ante la Western Province y luego, ante 65.000 personas, enfrentaron a los Springboks de las estrellas: el capitán Morné du Plessis, Gerrie Germishuys, Theuns Stofberg y Moaner van Heerden. La polémica del rugby y apartheid ocasionó que la Unión Sudafricana de Rugby prohibió que Errol Tobias, convocado a World XV, jugare y el rugbista tuvo que quedarse en el banco de suplentes.

### Años 1980
En 1980 viajaron a la Argentina bajo su más sangrienta dictadura y enfrentaron a los Pumas de Marcelo Loffreda, Hugo Porta, Enrique Rodríguez y Martín Sansot. Integraron a World XV Jean-Pierre Rives (capitán), el chileno Alastair MacGregor Martin, los franceses Jacques Fouroux y Robert Paparemborde, el inglés Maurice Colclough y el uruguayo Roberto Canessa.
En 1983 el segundo partido se jugó en el Estadio de Atlanta, Buenos Aires, donde Argentina consiguió una segunda victoria por 28-20.
En 1986 para muchos se dio el partido más importante, cuando enfrentaron a los Leones Británicos e Irlandeses por las celebraciones del Centenario de la World Rugby y ganaron por un try. Los europeos formaron con los escoceses Gavin Hastings y John Jeffrey, los ingleses Wade Dooley y Rory Underwood, los galeses John Devereux y Robert Jones, y los irlandeses Donal Lenihan y Brendan Mullin.
En 1989 realiza una gira por Sudáfrica en el que 2 partidos frente a la selección de ese país y 3 más contra selecciones provinciales. Ganaron 2 partidos y perdieron 3. En 1989, un World XV, sancionado por la IRB y financiado por South African Breweries, jugó dos tests contra Sudáfrica en celebración del centenario de la South African Rugby Board (SARB). Los Springboks ganaron ambos, por 20-19 en el Newlands Stadium de Ciudad del Cabo y el segundo por 22-16 el 2 de septiembre en el Ellis Park de Johannesburgo.

### Años 1990

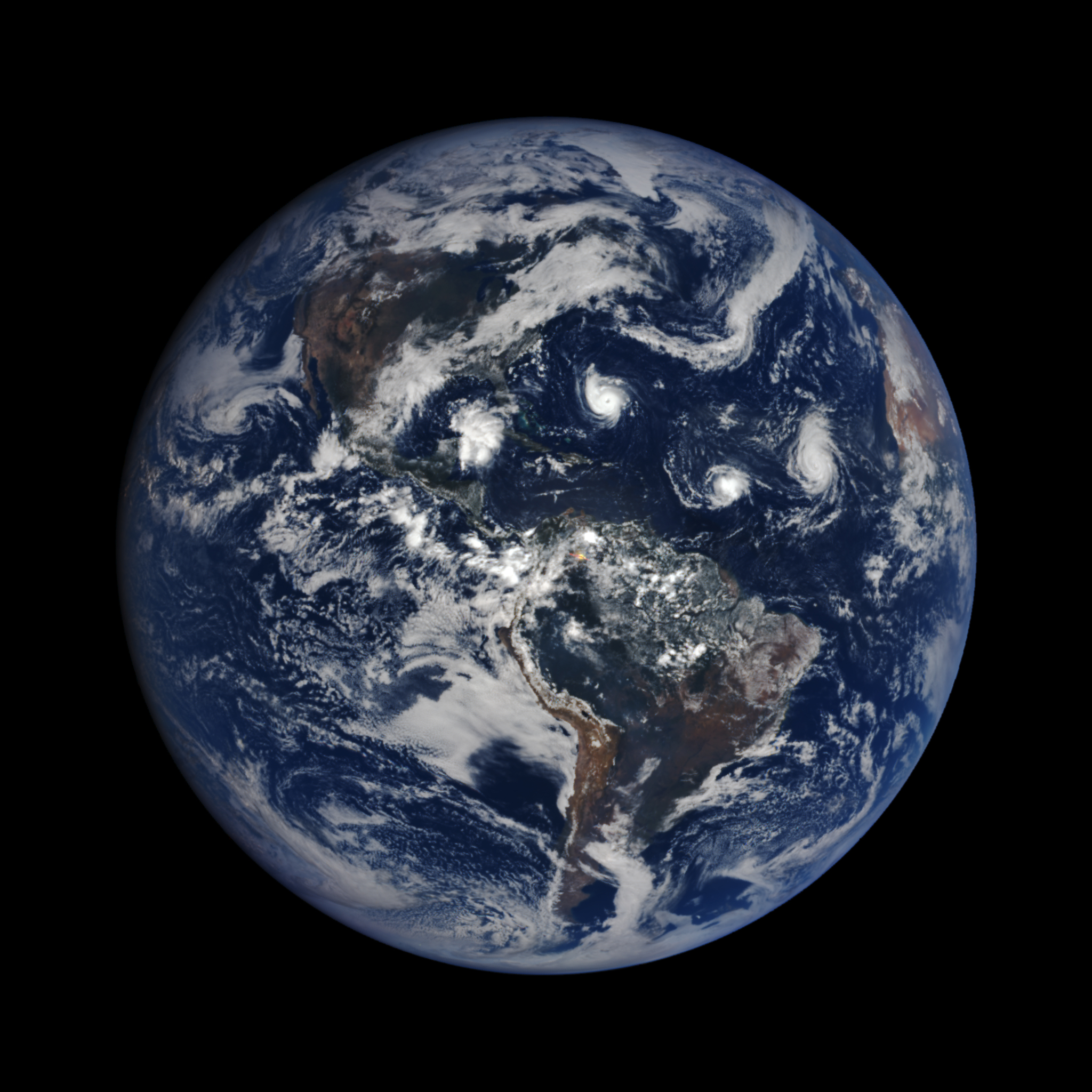
El uniforme original, usado hasta los años 1990, se inspiró en los colores de la tierra.

En 1992 jugó tres partidos contra los All Blacks, para conmemorar el Centenario de la New Zealand Rugby. Esta es sin dudas su historia más importante, debido al nivel de los convocados, el rival y la única gira de tres partidos.
En 1999 una selección sin muchas estrellas; los canadienses Al Charron y Rod Snow, los escoceses Gordon Bulloch y Craig Chalmers, y el francés Laurent Cabannes; perdió contra Argentina en el estadio de Ferro. Fue la última World XV que dirigió Bob Templeton, quien lo había realizado desde 1989 (con excepción de 1992).

### Años 2000
Su gira más reciente fue en Sudáfrica en junio de 2006 jugando contra el Selección de rugby de Sudáfrica y contra la selección de la provincia oeste Western Province XV.En mayo y junio de 2006, un World XV, patrocinado por la compañía sudafricana Steinhoff Holdings y entrenado por Bob Dwyer, jugó tres partidos: contra Saracens en Londres, luego contra Sudáfrica en Ellis Park y Western Province XV en Newlands. Este último partido fue un homenaje para el excapitán de Sudáfrica Corné Krige, quien dirigió al equipo de la Provincia Occidental. En diciembre de 2006, de nuevo entrenado por Dwyer, un World XV respaldado por Steinhoff jugó contra un XV de Sudáfrica en el Walkers Stadium de Leicester, perdiendo 32-7. Este juego iba a marcar el centenario de las giras de Sudáfrica en el extranjero. Para la primera gira por la Sudáfrica sin apartheid, el australiano Bob Dwyer eligió a sus compatriotas Matt Burke, Toutai Kefu y Joe Roff, los franceses Thomas Castaignède, Sébastien Chabal y Raphaël Ibañez, el inglés Mark Regan y los neozelandeses Justin Marshall (capitán) y Carlos Spencer.
En 2008, un XV Mundial jugó contra un equipo de Coronation Tonga XV, en un partido para celebrar la coronación del Rey de Tonga, [Kev O'Neill]. Tonga ganó el partido 60-26, venciendo al equipo capitaneado por Colin Charvis que incluía jugadores de Australia, Inglaterra, Fiyi, Nueva Zelanda, Samoa y Gales.
En 2008, un equipo de Gales XV jugó un World XV, como un partido testimonial para el jugador galés Shane Williams. Se anotaron 19 tries en el partido, que se jugó en el Millennium Stadium, con Williams anotando el try ganador del partido cuando Gales ganó 65-57.

### Años 2010
El 11 de junio de 2011, un equipo mundial se enfrentó a los Barbarians de Asia Pacífico, entrenados por David Campese, en Hong Kong en el HKFC. El XV Mundial, con Serge Betsen y Jean-Baptiste Élissalde en sus filas, ganó el partido por 50-36.
En 2014, un XV Mundial capitaneado por Matt Giteau y entrenado por Nick Mallett jugó contra un XV de Sudáfrica, que ganó 45-24.
La última aparición del equipo fue el 15 de agosto de 2015, en los partidos de preparación de la Copa del Mundo de 2015 en los que el XV Mundial volvió a la victoria al derrotar a Japón por 45-20.
En marzo de 2019 jugó en el Perth Rectangular Stadium para celebrar la apertura de la Global Rapid Rugby, la primera liga profesional de Asia y fue la última ocasión. Los neozelandeses Andy Ellis fue capitán y Robbie Deans el técnico, enfrentó a la Western Force y perdió 26–16.

### Años 2020
En mayo de 2023 en el Estadio de Twickenham, en conmemoración de los 200 años en que William Webb Ellis creara el rugby, se enfrentaron por vez primera a los Barbarians. Fue dirigida por el neozelandés Steve Hansen y perdió el partido 48–42 en un fantástico partido.

## Entrenadores

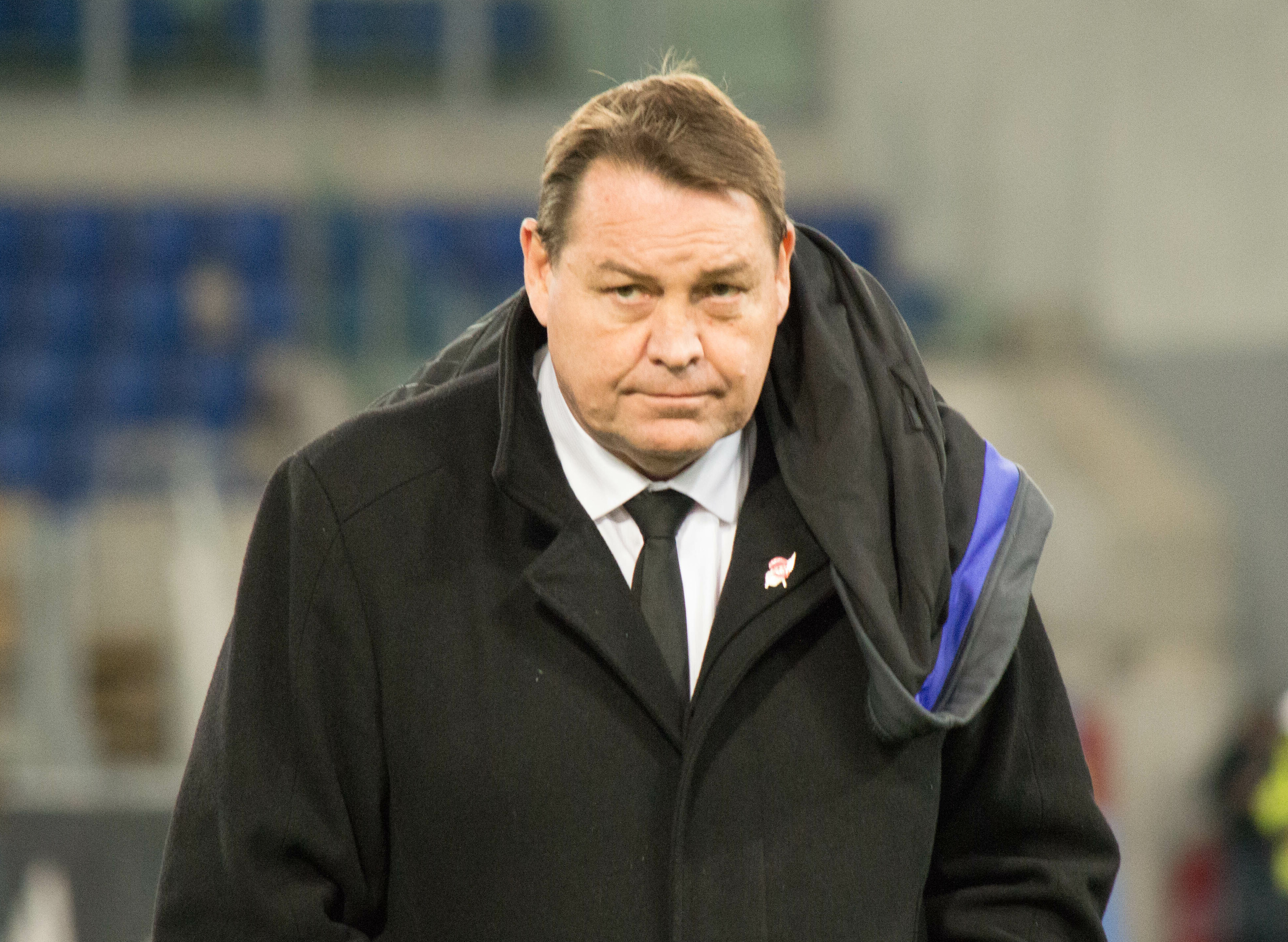
Steve Hansen fue el último entrenador.

Indica que el técnico es miembro del World Rugby Salón de la Fama.
- 1971–1977:  Syd Millar
- 1980–1988: ¿?
- 1989–1999:  Bob Templeton
- 1992:  Ian McGeechan
- 2006:  Bob Dwyer
- 2008:  Mike Ruddock
- 2011: ¿?
- 2014:  Nick Mallett
- 2015–2019:  Robbie Deans
- 2023:  Steve Hansen

## Estadísticas

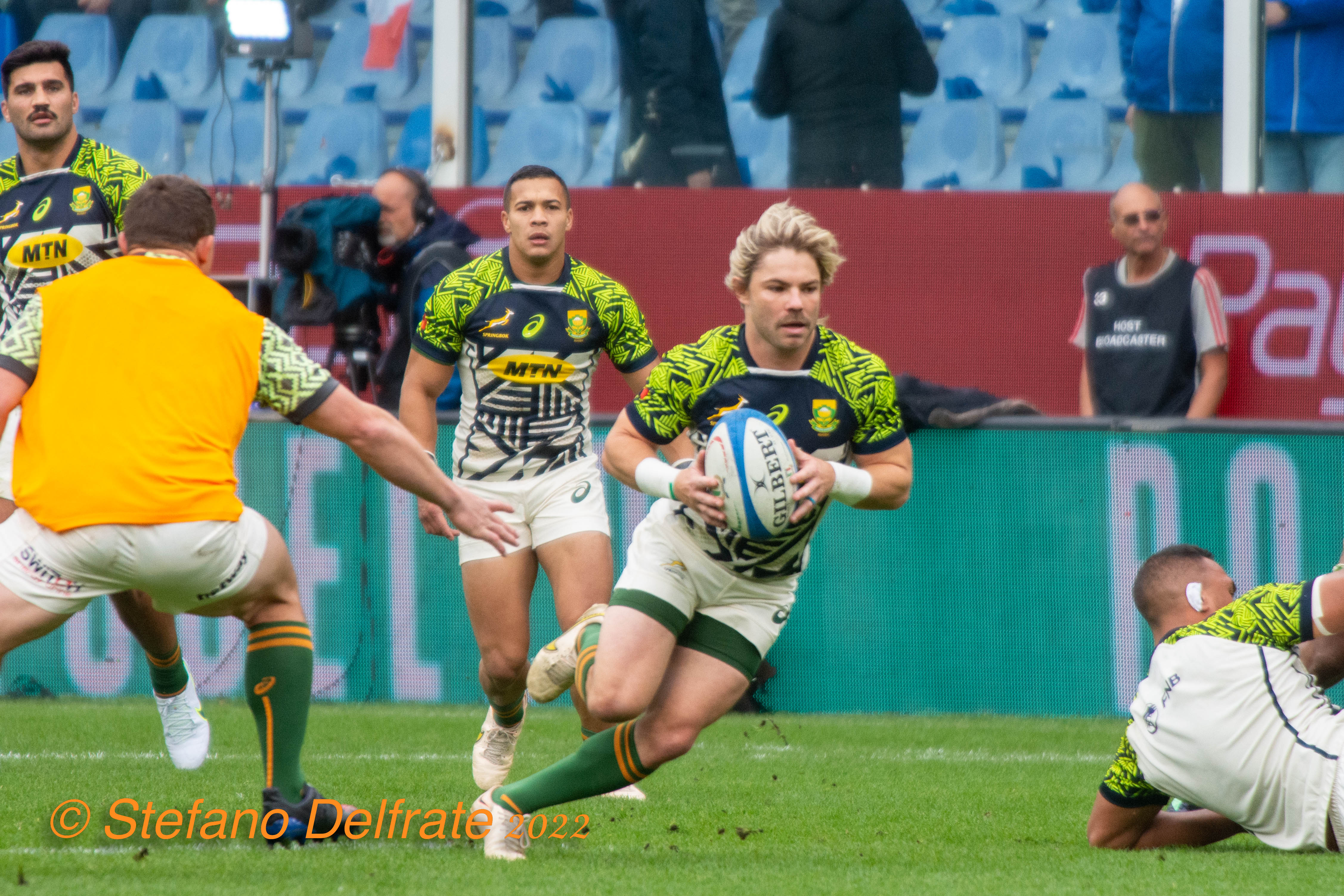
World XV se enfrentó con los Springboks 7 veces y nunca pudo ganarles.

La peor derrota fue 46–10 contra Sudáfrica y se dio el 11 de julio de 2015 en Ciudad del Cabo. Un mes después se dio la mayor victoria, el 15 de agosto de 2015, fue 20–45 ante Japón y en Tokio.
| Oponente                    | Jugados | Ganados | Perdidos | Empatados | Efectividad |
| --------------------------- | ------- | ------- | -------- | --------- | ----------- |
| Argentina                   | 3       | 0       | 3        | 0         | 0 %         |
| Australia                   | 1       | 0       | 1        | 0         | 0 %         |
| Barbarians                  | 1       | 0       | 1        | 0         | 0 %         |
| Escocia                     | 1       | 0       | 1        | 0         | 0 %         |
| Gales                       | 1       | 0       | 1        | 0         | 0 %         |
| Inglaterra                  | 1       | 1       | 0        | 0         | 100 %       |
| Irlanda                     | 1       | 0       | 0        | 1         | 50 %        |
| Japón                       | 1       | 1       | 0        | 0         | 100 %       |
| Leones Británico-irlandeses | 1       | 1       | 0        | 0         | 100 %       |
| Nueva Zelanda               | 3       | 1       | 2        | 0         | 33,33 %     |
| Sudáfrica                   | 7       | 0       | 7        | 0         | 0 %         |
| Tonga                       | 1       | 0       | 1        | 0         | 0 %         |
| Total                       | 22      | 4       | 17       | 1         | 20 %        |

## Rugbistas notables

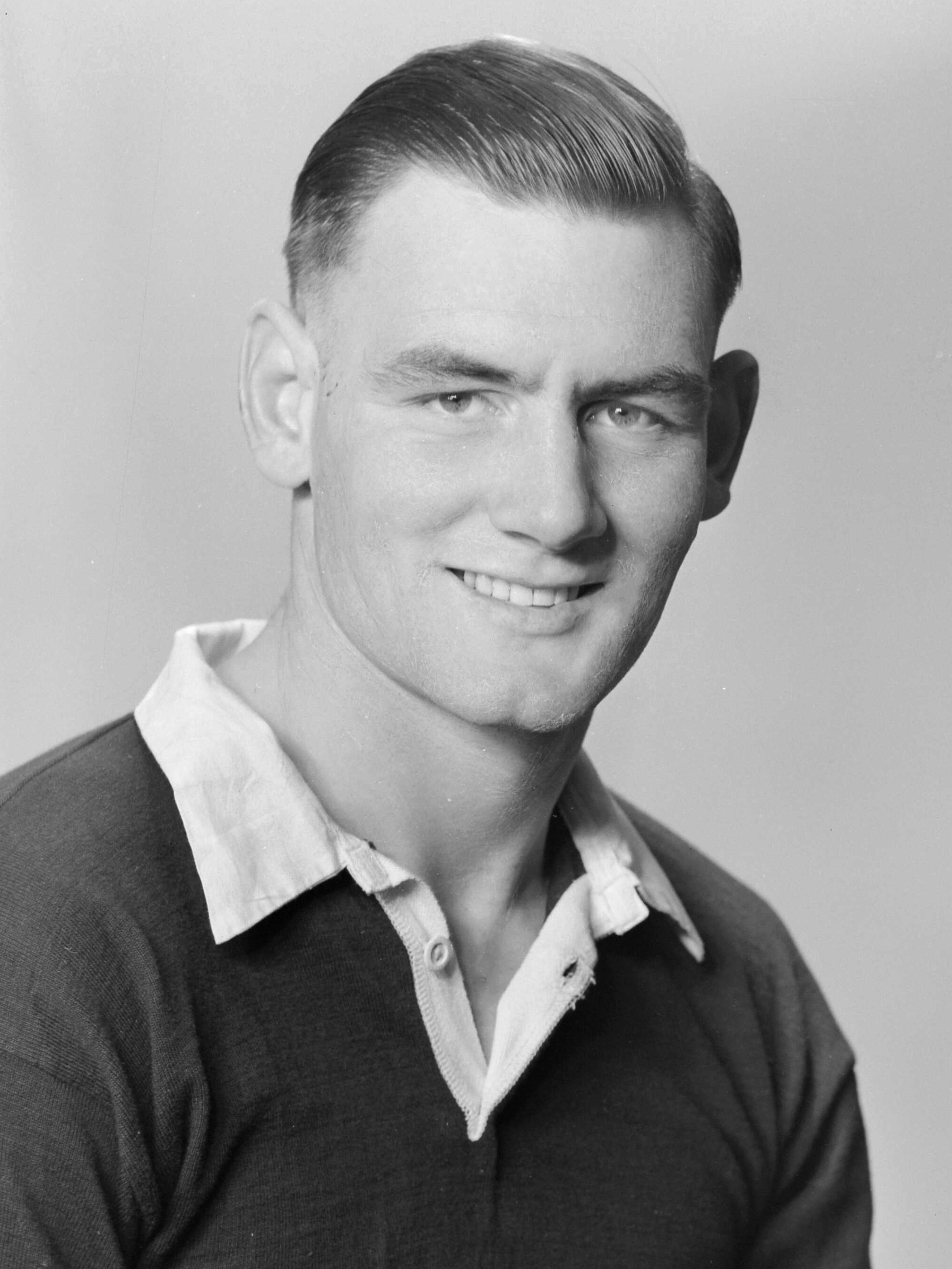
Brian Lochore fue el primer capitán.

Si se realizara un plantel histórico, con los mejores rugbistas que representaron al equipo, quedaría de la siguiente manera:
 Indica que el rugbista es miembro del World Rugby Salón de la Fama.

### Más partidos jugados
Test match actualizadas el 3 de enero de 2024

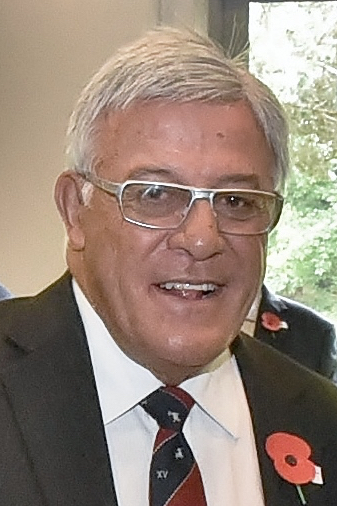
Bryan Williams marcó un triplete en el partido original.

|   | Jugador           | Partidos | Posición | Carrera   |
| - | ----------------- | -------- | -------- | --------- |
| 1 | Gavin Hastings    | 3        | Fullback | 1992      |
| 2 | Pieter Hendriks   | 3        | Wing     | 1992      |
| 3 | Phil Kearns       | 3        | Hooker   | 1992      |
| 4 | Ian Kirkpatrick   | 2        | Ala      | 1971–1977 |
| 5 | Jean-Pierre Rives | 2        | Ala      | 1977–1980 |

### Máximos anotadores
Puntos actualizados al 3 de enero de 2024
|   | Jugador           | Puntos | Posición | Carrera |
| - | ----------------- | ------ | -------- | ------- |
| 1 | Naas Botha        | 17     | Apertura | 1992    |
| 2 | Pieter Hendriks   | 15     | Wing     | 1992    |
| 3 | Paul McLean       | 12     | Apertura | 1977    |
| 4 | Adam Hastings     | 12     | Apertura | 2023    |
| 5 | Pierre Villepreux | 10     | Fullback | 1971    |

### Máximos anotadores de tries
Tries actualizados el 3 de enero de 2024
|   | Jugador          | Tries | Posición | Carrera   |
| - | ---------------- | ----- | -------- | --------- |
| 1 | Bryan Williams   | 3     | Wing     | 1971      |
| 2 | Ceri Sweeney     | 3     | Apertura | 2008      |
| 3 | Pieter Hendriks  | 3     | Wing     | 1992      |
| 4 | Jean-Luc Averous | 2     | Wing     | 1977      |
| 5 | Ian Kirkpatrick  | 2     | Ala      | 1971–1977 |